# 1422

## Починали
- 31 август – Хенри V, крал на Англия
- 17 септември – Константин II Асен, последният император на Втората българска държава (роден 1369 г.)
- 21 октомври – Шарл VI, крал на Франция